# Light This City
Light This City est un groupe de death metal mélodique américain, originaire de la Bay Area de San Francisco. Le groupe est formé en 2002, et dissous en 2008. Il se reformera brièvement en 2010 et 2015. Le groupe est particulièrement notable pour avoir été l'un des groupes de metal les plus agressifs mené par une chanteuse.
Light This City publie un premier album en auto-production chez Reflections of Ruin Records, puis trois chez Prosthetic Records avant la dissolution du groupe en 2008. Leurs albums sont composés de plusieurs collaborations avec des artistes de renom comme le chanteur Chuck Billy  du groupe de thrash metal Testament (sur la chanson Firehaven de l'album Stormchaser), et le chanteur Trevor Strnad du groupe The Black Dahlia Murder (sur la chanson Fear of Heights de l'album Facing the Thousand).

## Biographie
Light This City est formé en 2002 à San Francisco. Le groupe se lance dans l'enregistrement, en juin 2003, d'un premier album studio, intitulé The Hero Cycle. Tyler Gamlen et Ben Murray étaient les fondateurs de Reflections of Ruin Records à la sortie de The Hero Cycle, ce qui en fait la première production de ce nouveau label. 
En 2005 sort leur deuxième album, Remains of the Gods, qui culmine à la 27e place du Top 66 de 2005 établi par le webzine Brave Words and Bloody Knuckles. Du 26 décembre 2005 au 1er janvier 2006, le groupe effectue une série de concerts qui commence par Corona, et se termine par Fresno, en Californie. Le 1er janvier 2006, ils sont annoncés au Murderfest à Los Angeles, organisé en février 2006, aux côtés des groupes Crematorium et Through The Eyes of the Dead, ainsi que 50 autres groupes. Le festival dure trois jours. En mars 2006, Light This City annonce son retour en studio et une suite à l'album Remains of the Gods prévue entre août et septembre 2006. Il sera produit par Zack Ohren (Animosity, All Shall Perish) aux Castle Ultimate Studios d'Emeryville, en Californie. En avril 2006, le groupe annonce sa venue au festival New England Hardcore and Metal à Worcester le 30 avril, aux côtés de Dragonforce, ainsi qu'à la première édition du festival California Metal Festival. En mai la même année, ils annoncent quelques tournées en été du 14 juillet au 9 septembre.
Après la dissolution du groupe en 2008, la chanteuse Laura Nichol et le batteur Ben Murray forment un groupe de punk rock nommé  Heartsounds. le guitariste Ryan Hansen et le bassiste Jon Frost forment quant à eux un groupe de metal nommé The Urchin Barren. Light This City se reforme exceptionnellement à l'occasion de quatre concerts à San Francisco, du 8 au 11 avril 2010. La même année, leur premier album, The Hero Cycle est réédité par Prosthetic Records ; cette réédition est annoncée par le label en début janvier 2010.
Après dix ans de pause et quelques réunions, Light This City annonce un retour pour le 27 septembre 2017 afin d'enregistrer un album. Ils l'annoncent pour mars 2018 au label Creator-Destructor Records.

## Style musical
Selon laut.de, le groupe joue du « thrash metal rock-hard ». Stewart Mason d'AllMusic décrit leur musique comme du thrash metal mêlé à du death metal rapide. Sur leur page Facebook officielle, le groupe révèle s'inspirer de At the Gates, Carcass, Megadeth et Testament.

## Membres

### Derniers membres
- Laura Nichol - chant (2002–2008, 2010, 2015)
- Ben Murray - batterie (2002–2008, 2010, 2015)
- Steven Shirley - guitare (2003-2007, 2010, 2015)
- Ryan Hansen - guitare (2007–2008, 2010, 2015)
- Jon Frost - basse (2007–2008, 2010, 2015)

### Anciens membres
- Mike Dias - basse (2002–2006)
- Tyler Gamlen - guitare (2002–2003)
- Steve Hoffman - guitare (2002–2003)
- Johnny Lloyd – guitare (2003–2007)
- Joey Ellis – guitare (2004)
- Dan Kenny - basse (2006–2007)
- Brian Forbes - guitare (2007–2008)